# Nils Frommhold
Nils Frommhold (* 17. September 1986 in Berlin) ist ein ehemaliger deutscher Triathlet. Er ist Ironman 70.3 Sieger (2015, 2016, 2017, 2019), Ironman-Sieger (2012, 2014), deutscher Meister auf der Triathlon-Langdistanz (2015) und er wird in der Bestenliste deutscher Triathleten auf der Ironman-Distanz geführt.

## Werdegang
Nils Frommhold war in seiner Jugend im Schwimmsport aktiv.

### Deutscher Meister Triathlon U23
2009 wurde er Deutscher Triathlonmeister U23. Er startet für die Vereine Triathlon Potsdam und Stadtwerke Team Witten und er war 2012 als Mitglied im S-Kader der Deutschen Triathlon Union. In Frankreich startet Nils Frommhold beim Grand Prix de Triathlon für den Verein Metz Triathlon.

### Sieger Ironman-Distanz 2012
Im November 2012 holte er sich bei seinem ersten Start auf der Langstrecke (3,8 km Schwimmen, 180 km Radfahren und 42,195 km Laufen) beim Ironman in Tempe in Arizona die Goldmedaille.
Im April 2014 gewann er den Ironman South Africa.
Damit konnte er sich für einen Startplatz beim Ironman Hawaii qualifizieren, wo er bei seinem Hawaii-Debüt im Oktober als drittschnellster Deutscher den sechsten Rang belegte.

### Deutscher Meister Triathlon Langdistanz und erster Ironman-70.3 Sieg 2015
Im Juli 2015 gewann er die Challenge Roth, wo er im Vorjahr bereits Zweiter geworden war und er wurde damit deutscher Meister auf der Triathlon-Langdistanz. Mit seiner Siegerzeit von 7:51:28 h stellte er die damals siebtschnellste je auf der Langdistanz erzielte Zeit auf.

Am 31. Juli wurde bekanntgegeben, dass Nils Frommhold als fünfter Mann im Kona Points Ranking System zum zweiten Mal einen Pro-Startplatz für die Ironman World Championships im Oktober auf Hawaii erhält. Die 50 höchstplatzierten Profi-Triathleten, die zwischen dem 31. August und dem 31. Juli des Folgejahres die meisten Punkte mit ihren Platzierungen bei Ironman-Wettkämpfen weltweit sammeln, sind jeweils für den Ironman Hawaii qualifiziert. Er belegte 2015 auf Hawaii den 52. Rang.
Im August 2015 gewann Nils Frommhold seinen ersten Ironman 70.3 in Gydnia, Polen.
2016 folgte ein Sieg beim Ironman 70.3 Switzerland im Juni in Rapperswil-Jona, Schweiz.

### Bronze bei Ironman 70.3 European Championships 2017
Im April 2017 wurde Nils Frommhold zweiter beim Ironman South Africa in Port Elizabeth, Südafrika und gewann im Mai den Ironman 70.3 Austria in St. Pölten, Österreich.
Im Juni 2017 wurde der damals 30-jährige Dritter bei den „Ironman 70.3 European Championships“ in Helsingør, Dänemark hinter Michael Raelert und Andreas Böcherer.
Im April 2019 wurde er Zweiter im Ironman South Africa und gewann den Ironman 70.3 Astana in Kasachstan.
Bei der Challenge Roth 2021, welche wegen der Corona-Pandemie in den September verschoben werden musste, wurde Nils Frommhold Zweiter hinter Patrick Lange und damit auch Vizeeuropameister bei den ETU Challenge Long Distance Triathlon European Championships.
Ende des Jahres 2023 erklärte Frommhold seine aktive Zeit als beendet.

## Sportliche Erfolge
| Datum/Jahr    | Rang | Wettbewerb                                 | Austragungsort    | Zeit       | Bemerkung |
| ------------- | ---- | ------------------------------------------ | ----------------- | ---------- | --- |
| 29. Mai 2022  | 5    | Challenge St. Pölten                       | St. Pölten        | 03:49:47   | |
| 16. Okt. 2021 | 4    | Challenge Peguera Mallorca                 | Peguera           | 03:49:29   | [ 13 ] |
| 10. Okt. 2021 | 4    | Challenge Budva                            | Budva             | 03:51:27   | |
| 8. Aug. 2021  | 8    | Ironman 70.3 Switzerland                   | Rapperswil-Jona   | 03:53:28   | |
| 24. Apr. 2021 | 9    | Challenge Mogán-Gran Canaria               | Mogán             | 03:48:30   | |
| 6. Dez. 2020  | 40   | Challenge Daytona                          | Daytona Beach     | 03:26:37   | PTO Championship (2 km Schwimmen, 80 km Radfahren und 18 km Laufen)                                              |
| 20. Sep. 2020 | 18   | Stadtwerke Ratingen Triathlon              | Ratingen          | 01:46:03   | 1 km Schwimmen, 40 km Radfahren und 10 km Laufen                                                                 |
| 5. Sep. 2020  | 5    | Ironman 70.3 Tallinn                       | Tallinn           | 03:46:44   | |
| 14. Juli 2019 | 1    | Ironman 70.3 Astana                        | Nur-Sultan        | 03:46:08   | |
| 2. Juni 2019  | 5    | Ironman 70.3 Switzerland                   | Rapperswil-Jona   | 03:56:28   | |
| 26. Mai 2019  | 9    | Ironman 70.3 Austria                       | St. Pölten        | 04:03:45   | |
| 16. Sep. 2018 | DNF  | Ironman 70.3 Nizza                         | Nizza             | –          | |
| 26. Aug. 2018 | 1    | V-Card Triathlon                           | Viernheim         | 01:52:57   | |
| 5. Aug. 2018  | 2    | Ironman 70.3 Gdynia                        | Gdynia            | 03:52:57   | |
| 27. Aug. 2017 | 3    | Ironman 70.3 Zell am See-Kaprun            | Zell am See       | 04:05:41   | |
| 18. Juni 2017 | 3    | Ironman 70.3 Elsinore                      | Helsingør         | 03:45:25   | Dritter bei den „Ironman 70.3 European Championships“                                                            |
| 21. Mai 2017  | 1    | Ironman 70.3 Austria                       | St. Pölten        | 03:56:47   | |
| 3. Juli 2016  | 2    | Ironman 70.3 Norway                        | Haugesund         | 03:45:05   | |
| 5. Juni 2016  | 1    | Ironman 70.3 Switzerland                   | Rapperswil-Jona   | 03:50:38   | |
| 5. Apr. 2015  | 8    | Ironman 70.3 Palmas                        | Palmas            | 04:08:27   | |
| 30. Aug. 2015 | 23   | Ironman 70.3 World Championships           | Zell am See       | 04:09:38   | |
| 9. Aug. 2015  | 1    | Ironman 70.3 Gdynia                        | Gdynia            | 03:54:07   | |
| 21. Juni 2015 | 6    | Challenge Heilbronn                        | Heilbronn         | 04:05:01   | auf der Mitteldistanz bei der Erstaustragung                                                                     |
| 17. Mai 2015  | 2    | Ironman 70.3 Austria                       | St. Pölten        | 03:51:38   | |
| 6. Dez. 2014  | 12   | Challenge Bahrain                          | Bahrain           | 03:48:33   | bei der Erstaustragung                                                                                           |
| 7. Sep. 2014  | 5    | Ironman 70.3 World Championship            | Mont-Tremblant    | 03:46:25   | Ironman 70.3 World Championship                                                                                  |
| 21. Juni 2014 | 2    | Ironman 70.3 Luxemburg                     | Remich            | 03:49:05   | |
| 27. Okt. 2013 | 3    | Ironman 70.3 Miami                         | Miami             | 03:44:15   | |
| 29. Sep. 2013 | 3    | Ironman 70.3 Augusta                       | Augusta           | 03:47:53   | |
| 2. Sep. 2012  | 3    | Challenge Walchsee-Kaiserwinkl             | Walchsee          | 03:53:24,3 | Dritter auf der Halbdistanz (1,9 km Schwimmen, 90 km Radfahren und 21 km Laufen)                                 |
| 1. Sep. 2013  | 2    | Ironman 70.3 Salzburg                      | Zell am See       | 03:51:44   | |
| 5. Aug. 2012  | 1    | Frankfurt-City-Triathlon                   | Frankfurt am Main | 01:52:07   | Erster vor Daniel Unger und Horst Reichel auf der olympischen Distanz                                            |
| 12. Sep. 2009 | 11   | ITU Triathlon World Championship U23       | Gold Coast        | 01:47:39   | Triathlon-Weltmeisterschaft U23                                                                                  |
| 2009          | 1    | DTU Deutsche Triathlon-Meisterschaften U23 | Schliersee        | 02:01:46   | Deutscher Triathlonmeister U23                                                                                   |
| 8. Juni 2008  | 7    | ITU Triathlon World Championship U23       | Vancouver         | 01:55:56   | Triathlon-Weltmeisterschaft U23 auf der olympischen Distanz (1,5 km Schwimmen, 40 km Radfahren und 10 km Laufen) |

| Datum/Jahr    | Rang | Wettbewerb           | Austragungsort    | Zeit     | Bemerkung                                                       |
| ------------- | ---- | -------------------- | ----------------- | -------- | --------------------------------------------------------------- |
| 26. Juni 2022 | 14   | Ironman Germany      | Frankfurt am Main | 08:35:18 | Ironman European Championship                                   |
| 3. Apr. 2022  | 14   | Ironman South Africa | Port Elizabeth    | 08:13:45 | verkürzte Schwimmdistanz (700 m)                                |
| 21. Nov. 2021 | DNF  | Ironman South Africa | Port Elizabeth    | –        |                                                                 |
| 5. Sep. 2021  | 2    | Challenge Roth       | Roth              | 07:30:31 | verkürzte Raddistanz                                            |
| 23. Mai 2021  | DNF  | Ironman Tulsa        | Tulsa             | –        |                                                                 |
| 3. Juli 2021  | 7    | Ironman Lanzarote    | Puerto del Carmen | 08:54:49 |                                                                 |
| 12. Okt. 2019 | 20   | Ironman Hawaii       | Hawaii            | 08:24:56 | Ironman World Championship                                      |
| 7. Apr. 2019  | 2    | Ironman South Africa | Port Elizabeth    | 07:40:12 | verkürzte Schwimmdistanz                                        |
| 9. Juli 2017  | DNF  | Challenge Roth       | Roth              | –        | Rennabbruch in Führung liegend nach Sturz mit dem Rad           |
| 2. Apr. 2017  | 2    | Ironman South Africa | Port Elizabeth    | 07:59:29 |                                                                 |
| 17. Juli 2016 | 3    | Challenge Roth       | Roth              | 07:56:23 |                                                                 |
| 10. Okt. 2015 | 52   | Ironman Hawaii       | Hawaii            | 09:16:44 | Ironman World Championship                                      |
| 12. Juli 2015 | 1    | Challenge Roth       | Roth              | 07:51:28 | Deutscher Meister mit persönlicher Bestzeit auf der Langdistanz |
| 22. März 2015 | 5    | Ironman Melbourne    | Melbourne         | 08:12:58 |                                                                 |
| 11. Okt. 2014 | 6    | Ironman Hawaii       | Hawaii            | 08:22:29 | als drittschnellster Deutscher                                  |
| 20. Juli 2014 | 2    | Challenge Roth       | Roth              | 08:00:39 |                                                                 |
| 6. Apr. 2014  | 1    | Ironman South Africa | Port Elizabeth    | 08:26:07 |                                                                 |
| 1. Dez. 2013  | 5    | Ironman Mexico       | Cozumel           | 08:20:16 |                                                                 |
| 18. Nov. 2012 | 1    | Ironman Arizona      | Tempe             | 08:03:16 | Sieger bei seinem ersten Start auf der Langstrecke              |